# János Áder
Janoš Ader (mađ. Áder János, Csorna, 9. svibnja 1959.) je mađarski političar i bivši predsjednik Mađarske. Na dužnost je stupio 10. svibnja 2012.

## Životopis
Po struci je pravnik. Bio je jedan od osnivača danas vladajuće stranke Fidesz, i bio je učesnik u tzv. Razgovorima okruglog stola na osnovu kojih je 1989. godine omogućena mirna tranzicija s tadašnjeg socijalističkog na kapitalistički sistem. Na prvim višestranačkim izborima je izabran za člana Nacionalne skupštine, čiji je član bio do 2009. godine, a od 1998. do 2002. je bio i njen predsjednik. Godine 2009. izabran je za poslanika u Europskom parlamentu.
Godine 2012. izabran je za predsjednika nakon što je njegov prethodnik Pal Šmit podnio ostavku. Izabran je u parlamentu Mađarske, s 262 glasa za i 40 protiv.

## Vanjske poveznice
- Životopis na stranici Parlamenta Mađarske
- Životopis na stranici Europskog Parlamenta